# 天槍の下のバシレイス
『天槍の下のバシレイス』（てんそうのしたのバシレイス）は、伊都工平による日本のライトノベル。イラストは瑚澄遊智。電撃hp誌上で『西方世界剣魔攻防録』として連載が始まり、2004年10月から電撃文庫（メディアワークス）にて刊行されている。
現在2巻まで出版され、第1部完結という位置づけになっている。

## 概要
突如として世界中に現われた未知の物体・生物によって蹂躙される人類が、新世代兵器『高度虚物質技術（デイノス）』を使い立ち向かってゆく、近未来ファンタジー戦記。主人公は高校生の子供達であり、戦いと日常（学校生活）の対比がより一層状況に翻弄される世界観を引き立てている。

## ストーリー
時は1993年、信濃地域に突如として出現した『塔（メテクシス）』、そこから現れた巨大な肉食獣『剛粧（ごうしょう）』によって日本は東西に分裂してしまった。東京からその行政機能を移転した『福島政府』は東日本を統治し、「日本国土の回復」のため度々特殊観測隊と呼ばれる調査部隊を送り込んでいた。
2018年、三〇四特殊観測隊を率いた川中島敦樹は塔周辺の『難侵入（カタラ）地域』を目指すが全滅してしまう。福島政府は彼女らを当初の予定通り戦死扱いにするが、その1年後敦樹は西日本で剛粧と闘っていた。

## 登場人物

### 山陽共同体
川中島 敦樹（かわなかじま あつき）
東日本出身の少女兵。三〇四特殊観測隊として福島政府および軍から塔（メテクシス）の調査を命じられるが、志半ばで『幽霊剛粧（ファンタズマ）』により隊は全滅。ひとり生き残り西日本へ亡命する。福島政府はMIAとして最終階級『陸軍少尉』を与える。
『質量刀使い』で、樋ノ口町防災団でも歩課・前衛を務める。剛粧から人々を守ることで喪った戦友への償いとなると思っている。そのため学業を蔑ろにし、白井と衝突することも度々あった。表面上はぶっきらぼうだが根は他人想いの優しい一面をもつ。16歳。
四方 佐里（しほう さり）
御茶家所学校・高校1年。耐性者で樋ノ口町防災団員。難侵入（カタラ）地域内の中学校に敦樹・文彦とともに住んでいる。文彦によるとクラスで一番の豊胸。いつもかけている眼鏡は防災団用通信インターフェイスとしての機能も持つ。砲課要員で多脚機動砲台パリカリアを操る。
敦樹が西日本を放浪していたときに出会ったと公言しているが、実際は約12年間塔周辺にあるアイティオンの調査拠点（キャンプ）で育てられた。敦樹を助けた張本人。出身は山口県下関市。
春瀬 文彦（はるせ ふみひこ）
御茶家所学校・高校1年。耐性者で樋ノ口町防災団員だが、普段の演習などにはあまり参加せず友達と過ごす時間を最優先に考えている。野球部所属。戦闘時は歩課要員として前線に立ち、佐里もカバーしつつ剛粧を殲滅する。
現在の名前は春瀬史郎の元にいた頃に得た。瞬発的な短期記憶は抜群に良いが、3ヶ月以前のことは忘れてしまう症状を患っており、普段から何気ないことでも日記をつける習慣をもつ。出身は東日本で、少年兵として育てられていた（記憶障害はその当時の脳外科手術による）。そのため反射神経も並外れており、戦闘以外でも南美を助ける活躍をしている。
畑沼 清子（はたぬま きよこ）
『幽霊剛粧』対策のため南兵庫・尼崎地区に作戦顧問として派遣されてきた女の子。日本海側にいた割に流暢な関西弁を喋る。根っからの策謀家でなにかと敦樹にちょっかいをかける。尼崎迷路化作戦の終結をもって作戦顧問は解任されたが、引き続き樋ノ口町防災団に多脚砲台・二十四式とともに配属されることになる。敦樹たちとは共同生活をしている。信州那須の『犬神一族汁』はわざわざ信州味噌を仕入れてまで作った渾身の作だったが微妙に不発に終わった。
高校生・防災団以外にも会社経営をしており、色々なチケットを所有している。経済観念はしっかりとしており『ガメツいけどケチとちゃう』性格。また各共同体間の裏事情にも通じており、自前の情報屋も雇っている。
幸田 重嗣（こうだ しげつぐ）
敦樹のクラスメイト。巨乳に対して並々ならぬこだわりをもつ。清子の情報操作にまんまと嵌った愛すべき人物。一方業務用弁当をつくる食品会社に勤めており、料理は唯一にして絶対ともいえる特技である。
細野 忠夫（ほその ただお）
敦樹のクラスメイト兼、文彦の部活仲間。文彦と南美の仲について常に気を揉んでおり、さり気なくなにかと便宜をとりはかろうとしている。
楢橋 南美（ならはし なみ）
敦樹のクラスメイト。『高度虚物質技術（デイノス）』やその独自劣化技術『模造虚物質技術（テクネー）』を取り扱う「楢橋商店」の娘。彼女自身もボンドガンやドライバー、ペンチなどを日頃からカバンに仕込む修理屋。溶接もお手の物。
半年前文彦に出会って以来想いを寄せているが、当の本人にはトンと気付いてもらえなかった。思い切って告白するも撃沈。
白井 多恵（しらい たえ）
御茶家所町、御茶家所学校の国語科教師。化粧の厚さ、口紅の紅さ、三角眼鏡の張り出し具合とヒールの高さなど他の教師にはない高スペックを誇る。生徒からは『改造人間』、『女幹部』といったあだ名をつけられている。敦樹の家庭訪問のため難侵入地域に入り現在幻覚などの副作用に犯されているが、本人は認めようとはしていない。既婚者。
空知 金蔵（そらち きんぞう）
山陽共同体の連合理事。高そうな背広に身を包んだ恰幅のいい男性。商売人としても超一流の腕前で、常に自分が一番得をするか考えることで結果的に地域経済を活性化させる実績をもつ。

### 山陰共同体
春瀬 史郎（はるせ しろう）
山陰共同体の連合理事。日本海沿岸の戦闘で自分達を翻弄した『幽霊剛粧』を追って清子を南兵庫の防災団へ派遣する。服装には特に頓着しない性格で、よれた羽織にたるんだ袴をはいている痩身の男性。個人的な研究所を持ち飼料稲などの品種改良を行っている。妻を先に亡くし現在男やもめ。
文彦とは苗字が同じだが、それはかつて清子と同様に身元を引き受け育てていたことがある為。
竹田 恵子（たけだ けいこ）
山陰共同体に属する諜報関係者。清子のサーバ（清子は『竹田のおばちゃん』と呼んでいる）。40代。周囲異常なし・情報交換開始の暗符には『キュウリとマヨネーズのボトルの交換』を使う。

### 日本政府（福島政府）
安田（やすだ）
川中島とともに『塔』調査の任務についていた大人びた風貌の男の子。二班班長。『質量刀使い』だが『移動式生体レーダースキャナ』も担当していた。作戦中に『幽霊剛粧』にやられて死亡。
中嶋（なかじま）
川中島とともに『塔』調査の任務についていた男の子。三班班長。『質量刀使い』。作戦中に死亡。
園町（そのまち）
川中島とともに『塔』調査の任務についていた。四班班長。作戦中に殿を務めるが、退却の伝令が届かず隊とともに死亡。
八巻 千鶴（やまき ちづる）
児童養護施設『永晴学園』の園長。年齢は30歳。毎年育てた子供達を軍に拠出することに潜在的な罪悪感をもっており、敦樹が戦死したことでその鬱憤が頂点に達する。教育者と経営者の板ばさみに常に揺れている。
須貝（すがい）
警視庁公安部の警部補。駅の三〇四特殊観測隊・合同葬儀ポスターが何者かに破られたことで捜査を始める。

## 用語解説
塔（メテクシス）
突如世界中に出現し、剛粧を送り出していると思われる施設。一説には異世界の産物とも言われているようだが、真相は定かではない。
難侵入（カタラ）地域
『塔』を中心に、円状に設けられた地域。アンテムーサ効果が発生しており、一般人は立ち入り禁止とされている。
アンテムーサ効果
生物の脳に作用し、自我を忘れるなどの症状を発生させる現象。カタラ地域に広がっている。
敦樹や佐里など、人類の中でも僅かな人間は免疫を持っており、彼らにはその様な症状が現れない。免疫のない人間が何度も効果を浴びると、症状は重度となり、中毒者のようにカタラ地域へ何度も入ろうとしてしまう。
剛粧もまた、この効果によって操られているとされる。
剛粧
『塔』から現れる怪物の総称。見た目は巨大な鳥や獣のそれだが、全身が卵の殻のような白い物質で覆われているため、この名が付いた。
殻の重さのせいで、鳥はよほど巨大な種類でないと、自重で飛ぶことすらできない。
アイティオン

高度虚物質技術（デイノス）

幽霊剛粧（ファンタズマ）

戦術歩行艦（シャリオ）

## 既刊一覧
- 伊都工平（著）・瑚澄遊智（イラスト）、メディアワークス〈電撃文庫〉、既刊2巻（2004年11月10日現在）
  - 『天槍の下のバシレイス（1） まれびとの棺＜上＞』、2004年10月10日発売[1]、ISBN 4-8402-2839-6
  - 『天槍の下のバシレイス（2） まれびとの棺＜下＞』、2004年11月10日発売[2]、ISBN 4-8402-2847-7